# محمد بن شريف الفاروقي
محمد بن شريف الفاروقي ضابط في الجيش العثماني وقومي عربي. أرسل إلى الجبهة في أيلول عام 1915 حيث أصبح حلقة اتصال بين الحركة القومية العربية والبريطانيين. صار المتحدث باسم القوميين وكشف عن وجود جمعية عربية قوية تضم كثيرين أقسموا على إقامة دولة عربية في الجزيرة العربية والعراق وسوريا. كان له دور كبير في مراسلات حسين - مكماهون التي أسفرت عن وعد بمنح العرب دولة موحدة ومستقلة في معظم أجزاء الجزيرة والمشرق. غير أن بريطانيا ماطلت بعد الحرب في تنفيذ ما اعتبره العرب وعوداً واستثنت مناطق واسعة من الدولة العربية وقامت مع فرنسا بتقسيم الأراضي العربية إلى دويلات ومحميات تنفيذاً لاتفاقية سايكس بيكو.